# Globalne zaciemnienie
Globalne zaciemnienie (ang. global dimming) – zjawisko polegające na zaobserwowanej redukcji (średnio o około 5%) promieniowania słonecznego docierającego do powierzchni Ziemi. Proces zaciemniania zarejestrowany został w latach 1961–1990 i miał związek z gromadzeniem się w atmosferze ziemskiej sadzy i aerozoli, powstających przede wszystkim w wyniku działalności człowieka. W dekadzie 1990–2000 zaobserwowano jednak globalne rozjaśnienie (zwłaszcza nad Europą), co powiązano ze spadkiem ilości pyłów w najniższych warstwach atmosfery. Zjawisko zaciemnienia pozostawało długo w sprzeczności z obserwowanym równocześnie globalnym ociepleniem, ponieważ mimo ograniczenia promieniowania słonecznego, w ciągu XX wieku temperatura najniższych warstw atmosfery wciąż rosła. Jednak wyjaśniono tę sprzeczność poprzez przedstawienie tych zjawisk (globalnego zaciemnienia i ocieplenia) jako procesów o przeciwstawnym wpływie na średnią temperaturę na Ziemi.